# Messier 56
Messier 56 (M56)  även känd som NGC 6779 är en klotformig stjärnhop i stjärnbilden Lyran ungefär halvvägs mellan Albireo (Beta Cygni) och Sulafat (Gamma Lyrae). Den upptäcktes 1779 av Charles Messier . Även på en mörk natthimmel är det svårt att hitta stjärnhopen med en 50-80 mm handkikare, som visar den som en något luddig stjärna. Den kan dock lösas upp med hjälp av ett 8-tums eller större teleskop.

## Egenskaper
Messier 56 ligger omkring 32 900 ljusår bort från jorden och har en ungefärlig diameter av 84 ljusår och en sammanlagd massa av 230 000 solmassor. Den befinner sig ca 31-32 ljusår från Vintergatans centrum och 4 800 ljusår ovanför det galaktiska planet. Hopen har en beräknad ålder av 13,70 miljard år och följer en retrograd omloppsbana genom Vintergatan. Egenskaperna hos stjärnhopen tyder på att den kan ha förvärvats under sammanslagningen med en dvärggalax, varav Omega Centauri bildar den överlevande kärnan. För Messier 56 har överskott av andra element än väte och helium, det som astronomer kallar metalliciteten, ett mycket lågt värde på [Fe/H] = -2,00 dex, vilket är en procent av solens överskott.
De ljusaste stjärnorna i M56 är av 13:e magnituden och den innehåller endast ett dussin kända variabla stjärnor, till exempel V6 (RV Tauri-variabel med period 90 dygn) eller V1 (Cepheidvariabel med period 1,510 dygn); andra variabelstjärnor är V2 (oregelbunden) och V3 (halvregelbunden). År 2000 identifierades preliminärt en diffus röntgenstrålning från närheten av hopen. Detta är troligtvis interstellärt stoft som har värmts upp av hopens passage genom den galaktiska glorian. Den relativa hastigheten hos massan är omkring 177 km/s, vilket är tillräcklig för att värma mediet i dess kölvatten till en temperatur av 940 000 K.
Messier 56 är en del av Gaiakorven, de hypotetiska resterna av en sammanslagen dvärggalax.

## Galleri

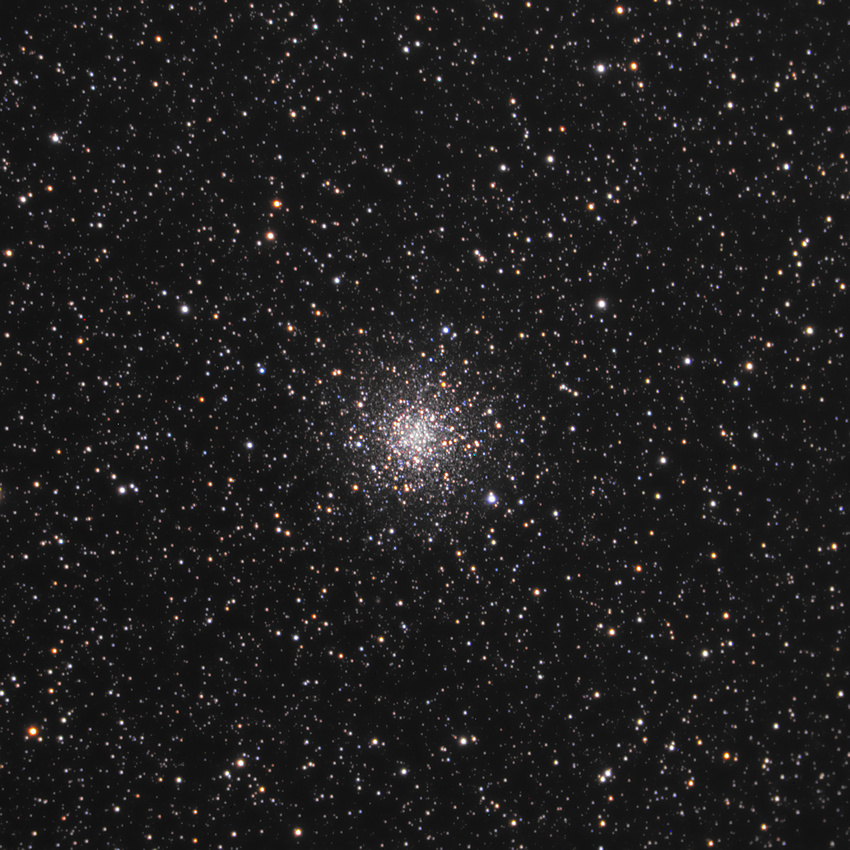
Messier 56 med amatörteleskop.
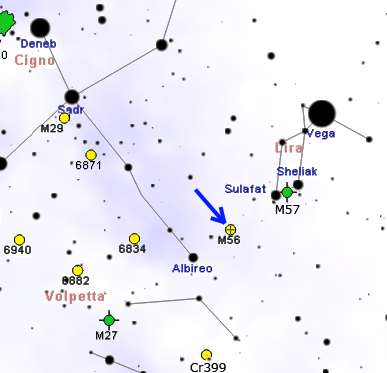
Karta som visar platsen för M56 (Roberto Mura)